# Головін Олександр Сергійович (хокеїст)
Олександр Сергійович Головін (рос. Александр Сергеевич Головин; 26 березня 1983, м. Усть-Каменогорськ, СРСР) — російський хокеїст, лівий нападник. Виступає за «Югра» (Ханти-Мансійськ) у Континентальній хокейній лізі.

## З життєпису
Вихованець хокейної школи «Авангард» (Омськ). Виступав за «Авангард-2» (Омськ), «Авангард» (Омськ), «Сибір» (Новосибірськ), «Ак Барс» (Казань), СКА (Санкт-Петербург), «Металург» (Новокузнецьк), «Спартак» (Москва).
У складі юніорської збірної Росії учасник чемпіонату світу 2001.
Досягнення
- Чемпіон Росії (2004)
- Переможець юніорського чемпіонату світу (2001).